# Lincoln Center, Kansas
Lincoln Center (vanlig kortform: Lincoln) är administrativ huvudort i Lincoln County i Kansas. Enligt 2010 års folkräkning hade Lincoln Center 1 297 invånare.